# Летающая тарелка Даффи
«Летающая тарелка Даффи» (англ. Flying Saucer Daffy) — американский комедийный короткометражный фильм режиссёра Жуля Уайта. Съемки проходили 19-20 декабря 1957 года.

## Сюжет
Джо Балбес вынужден работать на свою тетю и двух двоюродных братьев-бродяг Мо и Ларри. По пути Джо случайно делает снимок бумажной тарелки, которую уносит ветром, выглядящей, как изображение НЛО. Однако Мо и Ларри приписывают себе заслуги за фотографию и им платят огромную сумму, в то время как Джо понижен до статуса их слуги. Мо и Ларри арестованы, когда выясняется, что их фотография НЛО была подделана. Разгневанная тетя изгоняет Джо за то, что Мо и Ларри были арестованы. Джо отправляется в поход, только для того, чтобы встретить двух настоящих и красивых инопланетян с планеты Циркон, которые позволяют ему сфотографировать их. Мо и Ларри ненадолго освобождаются из тюрьмы с испытательным сроком, чтобы позволить им выплатить штраф за поддельную фотографию. В это время Джо возвращается с новостью, в которую Мо и Ларри не верят и бьют Джо, пока Джо недаёт им сдачи. Джо становится национальным героем, празднуя свое фото-достижение во время парада со своими новыми прекрасными друзьями инопланетянами. На Мо и Ларри надевают смирительные рубашки и помещают в психиатрическую больницу.

## Производство
В этом фильме персонажи «Три балбеса» впервые имеют более приличные прически,предложенные Джо Бессером. Однако использовать новые прически не всегда было возможно, поскольку большинство короткометражек с Бессером были ремейками более ранних фильмов и новые кадры приходилось сопоставлять со старыми. Джо Бессер позже говорил, что «Летающая тарелка Даффи» была его любимой комедией о «Трёх балбесах». В короткометражке использованы  кадры из кинофильма «Земля против летающих тарелок»
На протяжении всей своей карьеры в Columbia Pictures «Три балбеса» очень редко исполняли роли отдельных персонажей. Они почти всегда работали с командой, автор Джон Соломон утверждает: "Исполняя роли отдельно, персонажи теряли свою комичность". Кроме этого фильма, комедийное трио сыграло также поотдельности в фильмах в «Женоненавистники», «Он приготовил себе гуся», «Облапошенный в пентхаусе», «Кукушка на чу-чу» и «Сладкое и горячее», а также в художественном фильм «Зажигаем в Скалистых горах».